# Heinkel He 170
Die Heinkel He 170 entstand 1937 als Exportausführung des Fernaufklärers He 70 F für Ungarn mit einem in Lizenz gebauten Gnôme-Rhône 14K Mistral-Major-Motor. Dieser Vierzehnzylinder-Doppelsternmotor wurde von den Manfred Weiss Stahl- und Metallwerken produziert und mit einer NACA-Haube verkleidet. Weitere konstruktive Unterschiede waren ein verstellbarer Metalldreiblattpropeller und ein starres verkleidetes Spornrad gegenüber dem einziehbaren Kufensporn der He 70 F. Im Hinterrumpf befand sich ein nach unten ausfahrbarer Abwehrstand (Topf). Es wurde eine kleine Serie für Ungarn gebaut und geliefert.

## Technische Daten
| Kenngröße                | Daten                                                                                            |
| ------------------------ | ------------------------------------------------------------------------------------------------ |
| Besatzung                | 2–3                                                                                              |
| Länge                    | 11,70 m                                                                                          |
| Spannweite               | 14,8 m                                                                                           |
| Höhe                     | 3,1 m                                                                                            |
| Flügelfläche             | 36,50 m²                                                                                         |
| Flügelstreckung          | 6,0                                                                                              |
| Leermasse                | 2300 kg                                                                                          |
| Rüstmasse                | 2424 kg                                                                                          |
| Nutzlast                 | 606 kg                                                                                           |
| Startmasse               | normal 3540 maximal 3800 kg                                                                      |
| Flächenbelastung         | 104,1 kg/m²                                                                                      |
| Leistungsbelastung       | 4,5 kg/PS                                                                                        |
| Flächenleistung          | 23,3 PS/m²                                                                                       |
| Triebwerk                | Gnôme-et-Rhône 14K Mistral-Major, 14-Zylinder-Doppelsternmotor, luftgekühlt, mit 910 PS (669 kW) |
| Luftschraubendurchmesser | 3,20 m                                                                                           |
| Höchstgeschwindigkeit    | 430 km/h in Bodennähe 455 km/h in 2000 m Höhe                                                    |
| Marschgeschwindigkeit    | 410 km/h in 2000 m Höhe                                                                          |
| Landegeschwindigkeit     | 107 km/h                                                                                         |
| Steigzeit                | 2,0 min auf 1000 m Höhe 5,2 min auf 2000 m Höhe 13,7 min auf 3000 m Höhe                         |
| Dienstgipfelhöhe         | 8300 m                                                                                           |
| Reichweite               | 950 km 1320 km in 4000 m Höhe                                                                    |
| Startrollstrecke         | 280 m                                                                                            |
| Startstrecke             | 600 m auf 20 m Höhe                                                                              |
| Landestrecke             | 570 m aus 20 m Höhe                                                                              |
| Bewaffnung               | ein rückwärts gerichtetes 7,92-mm-Maschinengewehr                                                |